# Еллендейл (Північна Дакота)
Еллендейл (англ. Ellendale) — місто (англ. city) в США, в окрузі Дікі штату Північна Дакота. Населення — 1125 осіб (2020).

## Географія
Еллендейл розташований за координатами 46°0′17″ пн. ш. 98°31′30″ зх. д. / 46.00472° пн. ш. 98.52500° зх. д. (46.004855, -98.525047).  За даними Бюро перепису населення США в 2010 році місто мало площу 3,93 км², уся площа — суходіл. В 2017 році площа становила 3,67 км², уся площа — суходіл.

## Демографія
Згідно з переписом 2010 року, у місті мешкали 1394 особи в 562 домогосподарствах у складі 313 родин. Густота населення становила 355 осіб/км².  Було 698 помешкань (178/км²).
Расовий склад населення:
| - 94,5 % — білих - 1,7 % — корінних американців - 1,2 % — чорних або афроамериканців - 0,2 % — азіатів - 0,1 % — вихідців з тихоокеанських островів |

До двох чи більше рас належало 1,9 %. Частка іспаномовних становила 1,2 % від усіх жителів.
За віковим діапазоном населення розподілялося таким чином: 20,3 % — особи молодші 18 років, 59,0 % — особи у віці 18—64 років, 20,7 % — особи у віці 65 років та старші. Медіана віку мешканця становила 37,3 року. На 100 осіб жіночої статі у місті припадало 92,5 чоловіків;  на 100 жінок у віці від 18 років та старших — 85,8 чоловіків також старших 18 років.
Середній дохід на одне домашнє господарство  становив 48 173 долари США (медіана — 42 661), а середній дохід на одну сім'ю — 63 423 долари (медіана — 56 458). Медіана доходів становила 43 810 доларів для чоловіків та 24 922 долари для жінок. За межею бідності перебувало 13,7 % осіб, у тому числі 15,6 % дітей у віці до 18 років та 10,0 % осіб у віці 65 років та старших.
Цивільне працевлаштоване населення становило 786 осіб. Основні галузі зайнятості: освіта, охорона здоров'я та соціальна допомога — 36,8 %, мистецтво, розваги та відпочинок — 13,5 %, роздрібна торгівля — 11,6 %.